# تود تشارلزورث
تود تشارلزورث هو لاعب هوكي جليد كندي، ولد في 22 مارس 1965 في كالغاري في كندا.

## وصلات خارجية
- تود تشارلزورث على موقع دوري الهوكي الوطني (الإنجليزية)
- تود تشارلزورث على موقع EliteProspects.com (الإنجليزية)
- تود تشارلزورث على موقع HockeyDB.com (الإنجليزية)
- تود تشارلزورث على موقع Hockey-Reference.com (الإنجليزية)